# NGC 3177
NGC 3177 ist eine Spiralgalaxie mit ausgedehnten Sternentstehungsgebieten vom Hubble-Typ Sbc im Sternbild Löwe nördlich der Ekliptik. Sie ist schätzungsweise 55 Millionen Lichtjahre von der Milchstraße entfernt und hat einen Durchmesser von etwa 25.000 Lj. Die Entfernungsmessungen basierend auf den Radialgeschwindigkeiten stimmen nicht mit den rotverschiebungsunabhängigen Entfernungsschätzungen von 90 ± 15 Millionen Lichtjahren überein.

Im selben Himmelsareal befinden sich u. a. die Galaxien NGC 7246 und NGC 7255.
Die Typ-II-Supernova SN 1947A wurde hier beobachtet.
Das Objekt wurde am 12. März 1784 von dem deutsch-britischen Astronomen Wilhelm Herschel mit einem 48-cm-Teleskop entdeckt.

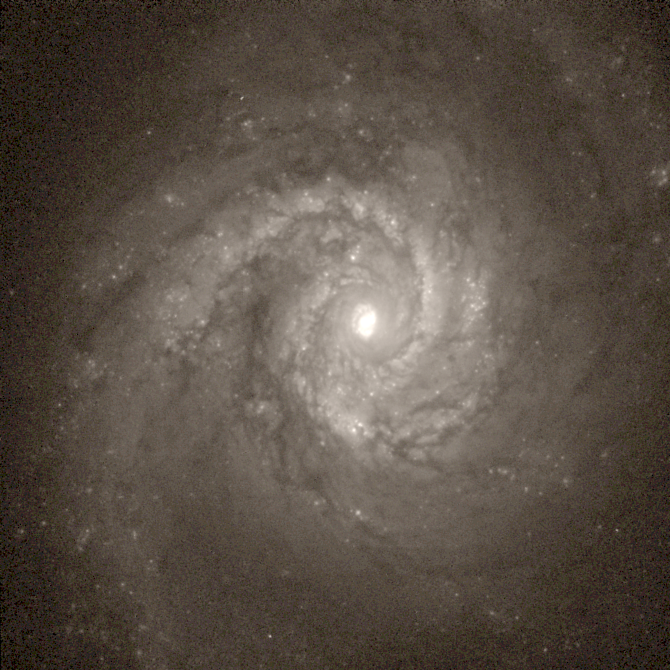
Hochaufgelöste Aufnahme des Zentrums mittels des Hubble-Weltraumteleskops